# Zygmunt Napora
Zygmunt Napora (ur. 20 listopada 1927 w Sokolnikach, zm. 7 marca 2003 w Częstochowie) – polski rolnik i działacz ruchu ludowego, poseł na Sejm PRL V i VI kadencji.

## Życiorys
Syn Antoniego i Zofii. Uzyskał wykształcenie podstawowe, pracował we własnym gospodarstwie rolnym. Był członkiem Związku Młodzieży Wiejskiej RP „Wici”, z którym w 1948 przystąpił do Związku Młodzieży Polskiej. W 1952 wstąpił do Zjednoczonego Stronnictwa Ludowego, gdzie był prezesem koła, członkiem Gminnego Komitetu, wiceprezesem Powiatowego Komitetu, a także wiceprezesem Wojewódzkiego Komitetu w Katowicach. Zasiadał w prezydium Powiatowego Związku Kółek Rolniczych w Myszkowie. Pełnił funkcje radnego i przewodniczącego rady nadzorczej Gminnej Spółdzielni „Samopomoc Chłopska” w Żarkach. W 1969 i 1972 uzyskiwał mandat posła na Sejm PRL w okręgu Zawiercie. Przez dwie kadencje zasiadał w Komisji Handlu Wewnętrznego.

## Odznaczenia
- Złota Odznaka „Zasłużony dla Rozwoju Województwa Katowickiego”